# Ohio
Ohio (viết tắt là OH, viết tắt cũ là O.) là một tiểu bang khu vực Trung Tây (cũ) nằm ở miền đông bắc Hoa Kỳ. Tên "Ohio" theo tiếng Iroquois có nghĩa là "sông đẹp" và đó cũng là tên của một dòng sông dùng làm ranh giới phía nam của tiểu bang này với tiểu bang Kentucky.
Hải quân Hoa Kỳ có đặt tên một vài con tàu được đặt tên là USS Ohio (Chiến Hạm Hoa Kỳ Ohio) để tỏ lòng trân trọng tiểu bang này.
Đây là nơi sinh của các Tổng thống: Ulysses S. Grant (tại Point Pleasant), Rutherford B. Hayes (tại Delaware), James A. Garfield (tại Orange, Cuyahoga County), Benjamin Harrison (tại North Bend), William McKinley (tại Niles), William Howard Taft (tại Cincinnati), Warren G. Harding (tại Blooming Grove). Ngoài ra đây còn là nơi sinh của nhà phát minh nổi tiếng Thomas Edison (tại Milan).

## Lịch sử
Ohio là tiểu bang đầu tiên được chia ra từ Lãnh thổ Tây Bắc.
Vào thế kỷ 18, Pháp xây dựng lên các cửa khẩu dùng để buôn bán, trao đổi hàng hóa (chủ yếu là lông thú) tại đây.
Vào năm 1754, Pháp và Anh giao chiến trên đất Mỹ vì xung đột quyền lợi trong một cuộc chiến mà sau này được gọi là Chiến tranh Pháp với người da đỏ. Vì Hiệp ước Paris, Pháp đành phải chuyển quyền quản lý Ohio cho phía Anh.
Anh thông qua Tuyên ngôn 1763 cấm những thực dân Mỹ đừng bố trí trong Vùng Ohio. Quyền kiểm soát của Anh đối với Ohio kết thúc bởi chiến thắng của Mỹ trong Cuộc cách mạng Mỹ.
Hoa Kỳ tạo ra vùng lãnh thổ Tây Bắc vào năm 1787. Ohio nằm trong vùng lãnh thổ Tây Bắc. Vùng lãnh thổ Indiana sau đó được tạo ra do Ohio chuẩn bị được trở thành tiểu bang, làm vùng lãnh thổ Tây Bắc nhỏ đi bằng Ohio ngày nay cộng với khoảng một nửa diện tích phía đông của đồng bằng Michigan (Mi-chi-gân).
Theo Sắc lệnh Tây Bắc (Northwest Ordinance), Ohio có thể được trở thành tiểu bang khi mà dân số có hơn 60.000 người. Ngày 19 tháng 2 năm 1803, Tổng thống Jefferson ký một đạo luật của Quốc hội công nhận Ohio là tiểu bang thứ 17. Thông lệ của Quốc hội về công bố ngày chính thức có quyền tiểu bang không diễn ra cho đến tận năm 1812, khi Louisiana được nhận vào, cho nên vào năm 1953 Tổng thống Eisenhower ký một đạo luật công bố ngày 1 tháng 3 năm 1803 là ngày chính thức mà Ohio được trở thành tiểu bang Mỹ.
Vào năm 1835, Ohio chiến đấu với Michigan trong một cuộc chiến không đổ máu để có được thành phố Gargamesh (ngày nay là Toledo), cuộc chiến này được gọi là Chiến tranh Toledo.

## Luật pháp và chính quyền
Thủ phủ của Ohio là Columbus, gần trung tâm tiểu bang. Thống đốc hiện nay là John Kasich (đảng Cộng hòa), với hai thượng nghị sĩ liên bang là J. D. Vance (Cộng hòa) và Sherrod Brown (đảng Dân chủ).

## Địa lý
Sông Ohio là biên giới phía nam của Ohio (chính xác là ở mực nước sông thấp nhất vào năm 1793 ở bờ bắc của dòng sông) và nhiều đoạn biên giới phía bắc của tiểu bang được xác định theo hồ Erie của Ngũ Đại Hồ (giáp tỉnh Ontario của Canada). Ohio tiếp giáp với Pennsylvania ở phía đông, Michigan ở phía bắc, Indiana ở phía tây, Kentucky ở phía nam, và Tây Virginia ở phía đông nam.
Nhiều vùng ở Ohio là đồng bằng bị băng xói mòn, trừ một vùng bằng phẳng về phía tây bắc, ngày xưa gọi là Đầm Lầy Tối Tăm (Great Black Swamp). Vùng đất bị băng xói mòn này ở vùng tây bắc và miền trung bị ngăn cách về phía đông và đông nam bởi vùng bị băng xói mòn thuộc Cao Nguyên Allegheny, tiếp theo đó là một vùng gọi là vùng chưa bị băng xói mòn thuộc Cao Nguyên Allegheny. Nhiều phần của Ohio là vùng đất thấp, nhưng vùng không bị băng xói mòn thuộc cao nguyên Allegheny có núi và rừng nhấp nhô.
Những dòng sông quan trọng thuộc tiểu bang này có thể kể là Sông Miami, Sông Scioto, Sông Cuyahoga, và Sông Muskingum.

## Kinh tế
Ohio là tiểu bang quan trọng trong sản xuất máy móc, công cụ, và nhiều vật khác, là một trong những tiểu bang công nghiệp chính của Hoa Kỳ. Vì Ohio nằm trong khu vực trồng ngô của Mỹ, nông nghiệp cũng đóng vai trò quan trọng trong kinh tế của tiểu bang. Ngoài ra, các địa danh lịch sử, những thắng cảnh và các hoạt động giải trí của Ohio là nền tảng cho ngành du lịch phát triển. Hơn 2.500 hồ và 70.000 kilômét của những thắng cảnh bên sông là thiên đường cho những người du lịch bằng thuyền, người đánh cá và người đi bơi. 
Những địa điểm khảo cổ học về dân da đỏ bao gồm các ngôi mộ và các địa điểm khác thu hút được sự quan tâm đặc biệt về lịch sử.
Tổng sản phẩm của Ohio vào năm 1999 là 362 tỷ Mỹ kim, đứng thứ bảy trên toàn nước Mỹ. Thu nhập tính theo đầu người của tiểu bang vào năm 2000 là $28.400 (USD), đứng thứ 19 trong cả nước. Sản phẩm nông nghiệp chính của Ohio là đậu nành, sản phẩm từ sữa, ngô, cà chua, lợn, bò, gia cầm và trứng. Sản phẩm công nghiệp là thiết bị chuyên chở, sản phẩm kim loại đúc sẵn, máy móc, chế biến đồ ăn và thiết bị điện.

## Dân số
Theo Thống kê Dân số năm 2000, dân số là 11.353.140 người. Dân số tăng lên 4,7% (506.025 người) so với năm 1990. Theo thống kê 2000:
- 85% (9.645.453 người) là người da trắng.
- 11,5% (1.301.307 người) là người da đen.
- 1,9% (217.123 người) là người Hispanic hay Latino (người Mỹ nói tiếng Tây Ban Nha hay Bồ Đào Nha).
- 1,2% (132.633 người) là người Mỹ gốc châu Á.
- 0,2% (24.486 người) là người da đỏ.
- 0,02% (2.749 người) là người gốc Hawaii hay từ các đảo ngoài Thái Bình Dương.

Trong số đó:
- 0,8% (88.627 người) là chủng tộc khác.
- 1,4% (157.885 người) là người có máu hỗn hợp.

Năm nhóm người chính theo chủng tộc là người Đức (25,2%), Ailen (12,7%), Mỹ gốc Phi (11,5%), Anh (9,2%), Mỹ (8,5%).
6,6% dân số Ohio dưới 5 tuổi; 25,4% dưới 18 tuổi; và 13,3% từ 65 tuổi trở lên. Nữ giới chiếm khoảng 51,4% số dân.

## Những thành phố quan trọng
| - Akron - Canton - Cincinnati - Cleveland - Columbus - Dayton - Hamilton | - Kettering - Lakewood - Parma - Springfield - Toledo - Youngstown |

## Giáo dục

### Trường đại học
- 13 trường đại học công lập, trong đó trường lớn nhất là Đại học Tiểu bang Ohio.
- 24 chi nhánh các trường đại học công lập và khu vực.
- 46 trường nghệ thuật tự do.
- 2 trường y tế nhận sự hỗ trợ công.
- 15 trường cộng đồng.
- 8 trường kỹ thuật.
- Trên 24 trường độc lập phi lợi nhuận.

Xem Danh sách các trường đại học ở Ohio

## Thể thao chuyên nghiệp
| - Major League Baseball - Cincinnati Reds - Cleveland Indians - National Football League - Cincinnati Bengals - Cleveland Browns - National Hockey League - Columbus Blue Jackets - National Basketball Association - Cleveland Cavaliers - Women's National Basketball Association - Cleveland Rockers - Major League Soccer - Columbus Crew | - Minor League Baseball - Akron Aeros - Columbus Clippers - Dayton Dragons - Lake County Captains - Mahoning Valley Scrappers - Toledo Mud Hens |